# European Olympiad of Experimental Science
Die European Olympiad of Experimental Science (EOES) (auf Deutsch Europäische Naturwissenschaftsolympiade) ist ein fachübergreifender Wettbewerb in Biologie, Chemie und Physik für Schüler, die maximal 17 Jahre alt sein dürfen. Dieser naturwissenschaftlichen Wettbewerb zeichnet sich dadurch aus, dass Dreierteams gegeneinander antreten. Der Wettbewerb wendet sich wie die Internationale Jugend-Naturwissenschaftsolympiade (IJSO) an Mittelstufenschüler, die aber etwas älter als bei der IJSO sind. Die EOES ersetzt seit 2021 die 2003 gegründete, identisch aufgebaute European Union Science Olympiad (EUSO), nachdem es im Zuge der Absage der EUSO 2020 wegen der COVID-19-Pandemie zu einem Zerwürfnis mit dem EUSO-Gründer und Präsidenten Michael A. Cotter gekommen war. Die Olympiade wird in Deutschland vom Bundesministerium für Bildung und Forschung (BMBF) gefördert.

## Teilnehmer
Jedes teilnehmende Land entsendet zwei Teams von höchstens jeweils 3 Schülern, die maximal gerade 17 Jahre alt geworden sind, sowie drei Betreuern. Jedes der beiden Dreierteams soll aus einem Experten in Biologie, Chemie oder Physik bestehen. Soziale Kompetenzen wie die Fähigkeit zur Teamarbeit und Arbeitsteilung ist für jeden Teilnehmer förderlich.

## Auswahlverfahren
Die Teilnehmer des deutschen Teams werden vom Leibniz-Institut für die Pädagogik der Naturwissenschaften (IPN) aus den dritten Runden der Biologieolympiade, der Chemieolympiade und der Physikolympiade bzw. aus einem naturwissenschaftlichen Mittelstufenwettbewerb der Länder ausgewählt. In einem Seminar an der Universität Potsdam werden die Schüler auf den internationalen Wettbewerb vorbereitet.

## Ablauf
Die Olympiade findet innerhalb einer Woche in dem jeweiligen Gastgeberland statt, und zwar Mitte März bis Mitte Mai eines jeden Jahres. In dieser Zeit werden an zwei Tagen zwei praktische vierstündige Aufgaben bearbeitet. Diese Aufgaben stellen ein integratives naturwissenschaftliches Problem dar, das nur durch Beantwortung experimenteller Fragestellungen in den einzelnen Teilgebieten der Biologie, Chemie und Physik zu lösen ist.

## Austragungsorte
- 1. EUSO: 2003 in Dublin, Irland
- 2. EUSO: 2004 in Groningen, Niederlande
- 3. EUSO: 2005 in Galway, Irland
- 4. EUSO: 2006 in Brüssel, Belgien
- 5. EUSO: 2007 in Potsdam, Deutschland
- 6. EUSO: 2008 in Nikosia, Zypern
- 7. EUSO: 2009 in Murcia, Spanien
- 8. EUSO: 2010 in Göteborg, Schweden
- 9. EUSO: 2011 in Pardubice, Tschechische Republik
- 10. EUSO: 2012 in Vilnius, Litauen
- 11. EUSO: 2013 in Luxemburg, Luxemburg
- 12. EUSO: 2014 in Athen, Griechenland
- 13. EUSO: 2015 in Klagenfurt, Österreich
- 14. EUSO: 2016 in Tartu, Estland
- 15. EUSO: 2017 in Kopenhagen, Dänemark
- 16. EUSO: 2018 in Ljubljana, Slowenien
- 17. EUSO: 2019 in Almada, Portugal
- EUSO 2020: wegen COVID-19 abgesagt
- 1. EOES: 2021, 6. – 14. Mai in Szeged, Ungarn, wegen COVID-19 verteilt in den Teilnehmerländern
- 2. EOES: 2022, 8. – 14. Mai in Königgrätz, Tschechien
- 3. EOES: 2023, 29. April – 6. Mai in Riga, Lettland

Die EOES 2024 ist vom 7. bis 14. April in Luxemburg geplant.